# Zofia Dziewiszek-Andrychowska
Zofia Dziewiszek-Andrychowska (ur. 29 marca 1931 w Warszawie) – pułkownik pilot Sił Zbrojnych Polskiej Rzeczypospolitej Ludowej.

## Życiorys

### Życie prywatne
Zofia Dziewiszek-Andrychowska urodziła się 29 marca 1931 w Warszawie w rodzinie leśniczego. Ojciec Jan był leśniczym w Puszczy Kampinoskiej. Miała troje starszego rodzeństwa; brata i dwie siostry. Uczęszczała do szkoły podstawowej w Będzelinie w województwie łódzkim, gdzie na nowe leśnictwo zostali przeniesieni jej rodzice z całą rodziną. Jej ojciec brał udział w ruchu oporu przeciw hitlerowcom. 5 września 1944 została wraz z całą rodziną, w sumie osiem osób, aresztowana przez gestapo i osadzona w więzieniu w Tomaszowie Mazowieckim.
W listopadzie 1944 jej rodzina została wywieziona do obozu koncentracyjnego Gross-Rosen i Rawensbruck, przed wywiezieniem rodziny została wypuszczona na wolność. Do końca wojny spędziła u znajomych. Ojciec zmarł w obozie. Obóz koncentracyjny przeżyły tylko matka i dwie siostry. Po ich powrocie do kraju rodzina przeniosła się do miejscowości Kępno, gdzie matka dostała pracę, a ona wraz z siostrami zaczęły uczęszczać do szkół. 13 lipca 1951 poślubiła pilota wojskowego Bolesława Andrychowskiego. W 1955 urodziła syna Jarosława. Mieszka w Koleczkowie koło Gdyni. W 1979 przeszła do rezerwy. Przeniosła się na Kaszuby wraz z mężem, do miejscowości Koleczkowo koło Gdyni, gdzie zamieszkali w wybudowanym własnym domu. W 1991 zmarł jej mąż. Udziela się społecznie. W 1995 z okazji siedemdziesięciolecia powstania (Szkoły Orląt) została matką chrzestną nowoufundowanego sztandaru Szkoły. Od 2001 Honorowy członek stowarzyszenia Morskiego Klubu Seniorów Lotnictwa w Gdyni.

### Służba w lotnictwie
5 września 1949, po ukończeniu szkoły średniej, Zofia Dziewiszek-Andrychowska została przyjęta do Oficerskiej Szkoły Lotniczej w Dęblinie. Pilotażu uczyła się pod nadzorem ppor. pil. Hofmana. Jako plutonowy podchorąży za pozwoleniem przełożonych szkoliła swoich kolegów z grupy. 13 maja 1951 – przy promocji gen. broni Iwan Turkiel – dostała awans na podporucznika pilota. W okresie 13 maja 1951 do 1 marca 1953 była pilotem instruktorem w 4 eskadrze wyszkolenia podstawowego w Podlodowie (OSL-4). Eskadra szkoliła podchorążych na samolotach UT-2 na lotniskach w Podlodowie i w Świdniku.
22 lipca 1951 uczestniczyła w pokazach lotniczych, które odbywały się z okazji Święta Odrodzenia Polski w Warszawie. Na pokazach pilotowała samolot Jak-18. Jej występ został wyróżniony, otrzymała też list pochwalny. 20 sierpnia 1951 wraz z zespołem wystąpiła w pokazie wyższego pilotażu na samolotach odrzutowych w Warszawie. Podczas pokazu zespół zaprezentował m.in. defiladę lotniczą na samolotach UT-2. W 1952 pracowała w 9 (zmiana numeracji z 4) eskadrze wyszkolenia podstawowego w Podlodowie (OSL-4), szkoląc podchorążych na samolotach Po-2 i Junak-2. W okresie od 2 marca 1953 do 17 stycznia 1957 była pilotem-instruktorem w 7 eskadrze pilotażu podstawowego Oficerskiej Szkoły Lotniczej nr 5 w Podlodowie (OSL-5).
W okresie 18 stycznia 1957 do 25 lutego 1958 była dowódcą klucza w 6 eskadrze pilotażu przejściowego Oficerskiej Szkoły Lotniczej nr 5 w Tomaszowie Mazowieckim. 25 lutego 1958 została nawigatorem eskadry w Przasnyszu w nowo zorganizowanym 64 lotniczym pułku szkolnym Oficerskiej Szkoły Lotniczej nr 5 z Radomia. Od 12 sierpnia 1963 do 4 grudnia 1971 była dowódcą eskadry i starszym nawigatorem 56 pułku śmigłowców bojowych w Inowrocławiu. 4 grudnia 1971 została starszym nawigatorem 37 pułku śmigłowców transportowych w Leźnicy Wielkiej. W 1974 brała udział w defiladzie powietrznej nad Warszawą.
Na przełomie lat 1978 i 1979 podczas zimy stulecia brała udział w akcji pomocy na śmigłowcu Mi-8. W 1979 została zwolniona do rezerwy, odbywając pożegnalny lot w towarzystwie ppłk pil. Jana Kostkowskiego. W lotnictwie służyła 30 lat. Wyszkoliła wielu pilotów na różnych typach samolotów, w tym pilotów-instruktorów mistrzów akrobacji lotniczej, zwłaszcza na samolotach TS-8 Bies, TS-11 „Iskra", Lim-2 i śmigłowcach. Ogólny jej nalot wynosi 5140 godzin, posiada mistrzowską klasę pilota wojskowego.

## Awanse
- podporucznik – 1951
- porucznik – 1954
- kapitan – 1958

- major – 1963
- podpułkownik – 1968
- pułkownik – 1977

## Ordery i odznaczenia[2]
- Krzyż Kawalerski Orderu Odrodzenia Polski (1968)[1]
- Złoty Krzyż Zasługi (1964)
- Srebrny Krzyż Zasługi (1959)
- Złoty Medal „Siły Zbrojne w Służbie Ojczyzny”
- Srebrny Medal „Siły Zbrojne w Służbie Ojczyzny”
- Brązowy Medal „Siły Zbrojne w Służbie Ojczyzny” (1955)
- Złoty Medal „Za zasługi dla obronności kraju” (1957)
- Srebrny Medal „Za zasługi dla obronności kraju” (1957)
- Brązowy Medal „Za zasługi dla obronności kraju” (1953)
- „Zasłużony Pilot Wojskowy” (1978)
- Medal 30-lecia Polski Ludowej